# ウィチタ・ドワイト・D・アイゼンハワー国際空港
ウィチタ・ドワイト・D・アイゼンハワー国際空港（英: Wichita Dwight D. Eisenhower International Airport）は、アメリカ合衆国のカンザス州ウィチタにある空港。ダウンタウンの11Km南西に立地している。面積は3248haと広大で、航空機メーカーセスナの本部が置かれている。

## 歴史
ウィチタ市営空港を空軍が使用する事になり、新しい市営空港の建設が計画された。連邦政府から補助金の支給があり、市の南西部に広大な土地が確保された。
1953年、新ウィチタ市営空港が完成した。1973年にウィチタ・ミッド・コンチネント空港に名称変更した。2012年、新ターミナルが完成し、旧ターミナルは解体された。2014年には現在の名称になった。
ドワイト・D・アイゼンハワーが住んでいたのは州内のアビリーンという町である。

## 就航路線
| 航空会社                   | 就航地                                           |
| -------------------------- | ------------------------------------------------ |
| サウスウエスト航空         | フェニックス、ラスベガス、デンバー、セントルイス |
| デルタ航空                 | アトランタ                                       |
| デルタ・コネクション       | デトロイト、ミネアポリス                         |
| アメリカン航空             | ダラス（フォートワース）                         |
| アメリカン・イーグル       | ダラス（フォートワース）、シカゴ（オヘア）       |
| ユナイテッド航空           | デンバー                                         |
| ユナイテッド・エキスプレス | シカゴ（オヘア）、デンバー                       |
| アラスカ航空               | シアトル                                         |
| アレジアント航空           | ラスベガス、ロサンゼルス、フェニックス/メサ      |
| フロンティア航空           | デンバー                                         |